# Владислав Прелезов
Владислав Прелезов е български журналист.

## Биография
Владислав Стефанов Прелезов е роден на 31 юли 1965 г. в София. Учи в 35-а гимназия. Завършва „НАТФИЗ“ Кръстьо Сарафов през 1990 г. в класа на професор Надежда Сейкова.
Играе в учебния театър на Академията, Ланс, класически комедиен образ в пиесата на Уилям Шекспир – „Двамата веронци“ и Снет в американската пиеса „Озъбени усмивки“.
От 1992 до 2004 г. е водещ, редактор и военен репортер в „По света и у нас“ на Българската национална телевизия. Новинар в радио FM+. Автор на редица репортажи на военна тематика. Проследява живота и работата на военнослужещите в българските поделения, професионализацията на българската армия, взима множество интервюта от министри на отбраната от региона и страните-членки на НАТО. Отразява първите свободни избори в Косово.
Автор на шест документални филма – „Жените птици“, „Българската пролет във Вашингтон“, „Разкази за мира и войната“ – 1-ва и втора част, „Етноси“, „Песента на Сардиния“, „В навечерието на Европейския съюз“ излъчени по Българската национална телевизия и Военния телевизионен канал. Носител на наградата „Офицър“ на Министерството на отбраната.
Водещ на авторското предаване „Снайпер“, политическият обзор, горещите новини и коментарите към тях във Военния телевизионен канал.
От 2004 г. до 2008 г. е директор на дирекция „Военни средства за масова информация“. Ръководи вестник „Българска армия“, списание „Български войн“ и „Военния телевизионен канал“. Същият период е и Говорител на Министерството на отбраната на Република България.
От 2008 г. е директор на дирекция „Връзки с обществеността и Протокол“ в Министерството на извънредните ситуации. През 2009 г. е поканен за Говорител на Министерството на външните работи при управлението на правителството на Бойко Борисов. Става медиен съветник в министерството.
От 2010 г. работи в Българското национално радио. Водещ на обзора на деня по „Хоризонт“ – „Нещо повече“ и редактор на предаването „Неделя 150“.
От 2011 г. е и хоноруван преподавател по „Публична реч“ в НАТФИЗ „Кръстьо Сарафов“. Асистент на професор Диана Борисова. Доктор по ПР във факултет „Сценични изкуства“, НАТФИЗ „Кр. Сарафов“.
От март 2013 г. е водещ на сутрешното предаване в телевизия News7 – „Още нещо“. От март 2015 г. е директор на Информационен център на Министерството на отбраната. Отговаря за Военния телевизионен канал, вестник „Българска армия“, интернет страницата „Armymedia.bg“ и всекидневния мониторинг за Министерството на отбраната. От май 2017 г. е ръководител „Медийна политика“ в МБАЛ „Уни Хоспитал“. От май 2019 г. е ръководител на отдел „Връзки с обществеността“ към Техническия университет – София.
Женен. Има три деца.

## Филмография

### Като актьор
- Без семейна прилика (2-сер. тв, 2004)